# Oncopsis incidens
Oncopsis incidens är en insektsart som beskrevs av Hamilton 1983. Oncopsis incidens ingår i släktet Oncopsis och familjen dvärgstritar. Inga underarter finns listade i Catalogue of Life.